# KDIS (AM)
KDIS es una emisora de radio afiliada a Radio Disney situada en Burbank, California, que emite en 1110 kHz AM para el Gran Los Ángeles. KDIS se encuentra licenciada en Pasadena, California y la planta transmisora en Irwindale, California.

## Historia
Inicialmente, estación transmitió cn el indicativo KPAS en el año 1942, una estación con música popular. La estación originalmente transmitido desde su transmisor en El Monte, cerca de Santa Anita Ave y la Pomona, o Autopista "60", en las proximidades de la salida de Peck Road.

### KRLA (1959 - 2000)
La estación se convertiría más tarde en KRLA, "The Big 11-10", el día 1 de septiembre de 1959 y se convirtió en una de las principales estaciones de radio en el Gran Los Ángeles, compitiendo con KFWB y luego KHJ. KRLA contó DJs locales como David Hull (The Hullabalooer), Dick "Huggy Boy" Hugg, Bob Hudson, Ted Quillin, Reb Foster, Jimmy Rabbitt, Casey Kasem, Bob Eubanks, Dick Biondi, Sam Riddle, Dick Moreland, Jimmy O'Neill, Wink Martindale, Johnny Hayes, y Art Laboe. Bajo la dirección de Laboe como Vicepresidente, KRLA se convirtió en un éxito. En 1968, el director de noticias Lew Irwin creó The Credibility Gap, que emitió comedia tópica junto con noticias. En 1969, John Gilliland debutó con Pop Chronicles, un documental musical. En 1945 cambió su indicativo a KXLA, con el que transmitió música country. Durante la década de 1960, el estudio de KRLA estaba justo al lado de la playa de estacionamiento del viejo Sheraton Hotel de Huntington. en el Oak Knoll en Pasadena, por lo que es posible pasar por allá y mirar el DJ al aire hacerlo su "espectáculo". Cuando la estación cambió al formato oldies, KRLA se destacó por su promipotencia en Southern California con la cultura chicano (o "Mexicano-estadounidense"). Uno de los aspectos más destacados de esta estación era el "Big 11 Countdown Show" conducido por Johnny Hayes, con historias y hechos sobre las canciones y los artistas, así como los acontecimientos históricos que se estaban produciendo en ese momento. El programa también incluyó una pregunta de trivia que Hayes le preguntó para que la gente llame con su respuesta con el fin de ganar un premio. El show cuenta atrás las mejores 11 canciones en las listas de éxitos del sur de California, así como algunos extras. Algunos de los espectáculos eran un tributo a una leyenda del rock o un productor.
La estación evolucionó en el formato Adult Contemporary (música contemporánea para adultos) en 1982 y se centró en el formato Oldies en 1983. En 1984, se centró en el oldies, pasando canciones de finales de los años 1950, 1960 y 1970. A fines de 1980 la estación reprodujo muchas canciones grabadas antes de 1964 y principios de 1990, con canciones de la década de 1960.
En 1994 KRLA inclinó a un formato Oldies Urban. KRLA abandonó la música por completo en 1998, y pasó al género talk

### KSPN (2000 - 2002)
Sin embargo, el formato era de baja calificación y la estación fue vendida a The Walt Disney Company, que en un principio empezó a transmitir el 1 de diciembre de 2000, como una estación afiliada a la cadena ESPN Radio (como KSPN en la actualidad).

### KDIS (2003-presente)
El 1 de enero de 2003, Radio Disney pasó de la señal AM 710 a AM 1110 (al parecer, el cambio fue debido a que la señal AM 1110 no se podía oír en el Condado de Orange por la noche, cuando se tramsmitían los partidos de los Anaheim Angels).

## Planta transmisora
En 1987 KRLA trasladó su sitio de transmisión de El Monte a Irwindale, donde se instaló una red de antenas similares. Durante la década de 1990, KRLA fue autorizado para aumentar la potencia nocturna de 10.000 a 20.000 watts. Cuando entró en vigor, KRLA empezó a emitir desde un sitio nuevo transmisor en Irwindale. Se encuentra a pocos kilómetros al norte de la antigua sede de El Monte.
El edificio del transmisor El Monte sigue en pie como una concha. Todo el interior está quemada, sin embargo todavía hay pistas sobre su pasado histórico. Hay numerosos conductos para mantener el equipo fresco y un canal subterráneo para desviar el agua de refrigeración para los transmisores. Un pozo cercano suministra el agua. Aún es visible el arco de madera donde los cables de transmisión doblados suavemente hacia conductos subterráneos se ejecutan a las torres de transmisión en el campo cercano. Todo lo que queda de estas torres son las 4 bases de hormigón, siendo alineados en una fila perfecta. 